# 赤湯人車軌道

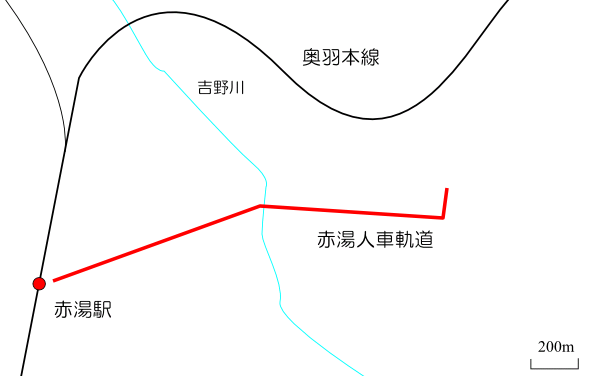
赤湯人車軌道路線概略図

赤湯人車軌道（あかゆじんしゃきどう）は、山形県東置賜郡赤湯町（現・南陽市）に1919年から1926年まで存在した人車軌道である。赤湯駅と赤湯温泉街との連絡を目的としていた。

## 概要

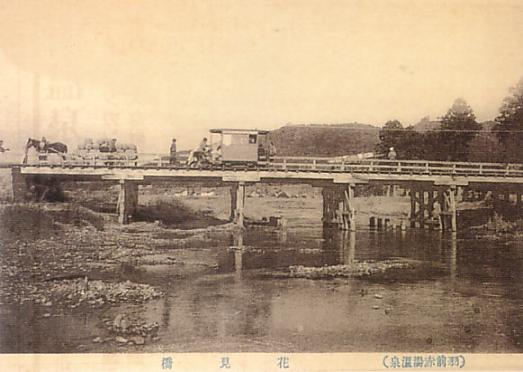
花見橋上の赤湯人車軌道。花見橋は専用橋であった

奥羽本線赤湯駅は、赤湯の温泉街からは離れた場所に位置しており、1910年（明治43年）頃になると交通の不便さから赤湯温泉の客は減少傾向にあった。このため、駅と温泉街を結ぶ交通機関として人車軌道の敷設が計画される。途中、第一次世界大戦による鉄材などの高騰のため計画が遅れるなどを経て、1919年（大正8年）4月25日に赤湯人車軌道が開業した。社長は石岡与市。
路線距離は約1.9kmで、途中に停留所は定められておらず、乗客は任意の場所で乗降することができた。乗車賃は当初10銭、のちに20銭となっている。また、冬期は積雪などの関係で運休していた。
また、車両は、馬車鉄道で使用するようなデッキのある車両（定員は着席で約10人、立席を含めると約15人）が全部で2両存在し、これを1両につき3人の人夫で押していた。ただし、2両あるといっても、繁忙期以外は1両のみが運用されていた。なお、車庫は吉野川に架かる花見橋の少し東側に存在し、これは人車2両が縦に並んで入れられる大きさであった。
開業当初の経営はそれなりに順調であったが、距離の短さの割に運賃が高かったことなどから輸送人員は伸び悩み、その上1924年（大正13年）6月30日には車庫火災が発生、車庫と人車2両のすべてを焼失してしまう。人車を再注文して運営を再開するも、バスの台頭もあって乗客はさらに減少。電気軌道に変更する計画を立てるも資金が集まらず、結局1926年（大正15年）5月29日に全線で運行が中止され、同年11月29日に会社は解散した。

### 路線データ
- 路線距離（営業キロ）：約1.9km（9マイル52チェーン）
- 軌間：610mm
- 複線区間：なし（全線単線）
- 電化区間：なし（全線非電化）

## 歴史
- 1916年（大正5年）6月30日 - 軌道特許状下付[2]。
- 1916年（大正5年）12月 - 会社設立[3]。
- 1919年（大正8年）4月25日 - 開業。
- 1924年（大正13年）6月30日 - 車庫火災が発生。
- 1926年（大正15年）5月29日 - 全線運行中止。
- 1926年（大正15年）11月29日 - 会社解散。
- 1926年（大正15年）12月2日 - 軌道特許失効[2]。

## 輸送・収支実績
| 年度 | 輸送人員（人） | 営業収入（円） | 営業費（円） | 営業益金（円） | その他益金（円） | その他損金（円） | 支払利子（円） |
| ---- | -------------- | -------------- | ------------ | -------------- | ---------------- | ---------------- | -------------- |
| 1919 | 32,975         | 2,864          | 2,524        | 340            |                  |                  |                |
| 1920 | 18,419         | 3,558          | 3,388        | 170            |                  |                  |                |
| 1921 | 18,419         | 4,257          | 2,330        | 1,927          |                  |                  |                |
| 1922 | 21,453         | 4,318          | 3,063        | 1,255          |                  |                  |                |
| 1923 | 22,131         | 4,472          | 2,859        | 1,613          |                  |                  | 1,613          |
| 1924 | 15,975         | 3,221          | 2,677        | 544            |                  |                  |                |
| 1925 | 9,592          | 1,938          | 3,055        | ▲ 1,117        | 利子609          | 雑損495          | 363            |
| 1926 | 1,879          | 376            | 641          | ▲ 265          |                  |                  | 331            |

- 鉄道省鉄道統計資料各年度版